# La Llagonne
La Llagonne (în catalană La Llaguna) este o comună în departamentul Pyrénées-Orientales din sudul Franței. În 2009 avea o populație de 246 de locuitori.

## Evoluția populației
| An        | 1975 | 1982 | 1990 | 1999 | 2006 | 2009 |
| --------- | ---- | ---- | ---- | ---- | ---- | ---- |
| Populație | 138  | 214  | 243  | 263  | 288  | 246  |